# Римокатоличка црква Узвишење Светог крижа
Римокатоличка црква Узвишење Светог крижа је католичка црква која се налази у насељу Борча у Улици Бранка Радичевића 34, у београдској општини Палилула.
Црква припада зрењанинској бискупији, изграђена је о трошку жупе, а посвећена је 24. септембра 1905. године.  У потпуности је реновирана 2011. године.